# Крымский 73-й пехотный полк
73-й пехотный Крымский Его Императорского Высочества Великого Князя Александра Михайловича полк — пехотная часть Русской императорской армии. 
Входил в состав 19-й пехотной дивизии.

## Формирование и кампании полка
Сформирован на Кавказе 17 апреля 1856 г., в составе 5 батальонов, из 1, 2, 3, 4 и 5-го Черноморских линейных батальонов, под названием Крымский пехотный полк. 5-й Черноморский линейный батальон, сформированный в 1842 г. из Нашебургского пехотного полка, передал в Крымский полк следующие знаки отличия: Георгиевское знамя с надписью: «За оборону крепости Баязет 20 и 21 июня 1829 г.» и серебряные трубы с надписью: «Нашебургского полка 1814 г. августа 30 в воздаяние отличных подвигов против французских войск».
С первых дней своего существования Крымский полк принял деятельное участие в тяжёлой борьбе с горцами на Черноморской береговой линии. 23 апреля 1857 г. 3 батальона перешли Кубань и в течение трёх лет работали на постройке Адагумской укреплённой линии. Последующие 4 года прошли для полка в многочисленных экспедициях и стычках с горцами, закончившихся полным покорением Западного Кавказа. Боевая служба Крымцев на Кавказе была отличена пожалованием всему полку знаков на шапки с надписью: «За отличие при покорении Западного Кавказа в 1864 г.»
25 марта 1864 г. к названию полка был присоединён № 73 и полк приведён в следующем году в 4-батальонный состав. 1 апреля 1866 г. сын Главнокомандующего Кавказской армией, великий князь Александр Михайлович, был назначен шефом, и полку присвоено название 73-го пехотного Крымского Его Императорского Высочества Великого Князя Александра Михайловича полка.
1 августа 1874 г. от Крымского полка был отделён один батальон, пошедший на формирование 162-го пехотного Ахалцыхского полка.
Перед началом русско-турецкой войны 1877—1878 гг. полк был мобилизован и назначен в состав Эриванского отряда. Простояв в Эривани до начала военных действий, крымцы 18 апреля перешли границу и заняли Баязет. Оставив 2 роты в Баязете, полк двинулся в Армению и доблестно участвовал 4 и 9 июня в боях при Драм-Даге и с. Даяр. Отступив затем на выручку осажденного Баязета, Крымцы совершили тяжёлый поход и после упорного сражения 28 июня с 13-тысячным корпусом освободили гарнизон. Охраняя затем границу Эриванской губернии от вторжения турок, крымцы участвовали 23 и 28 октября во взятии укреплённой позиции у Деве-Бойну и в неудачном штурме Эрзерума. За мужество и храбрость, оказанные в турецкую войну, полку был пожалован 13 октября 1878 г. «поход за военное отличие» и добавлена надпись на Георгиевское знамя: «За дела 4 и 9 июня и освобождение Баязета 28 июня 1877 г.». 7 и 8-я роты, входившие в состав Баязетского гарнизона и геройски выдержавшие 23-дневную осаду, были награждены 13 октября 1878 г. Георгиевскими рожками с надписью: «За геройскую защиту Баязета с 6—28 июня 1877 г.».
В 1880—1881 г. 9 и 10-я роты приняли участие в Ахал-Текинской экспедиции генерала Скобелева и за штурм Геок-Тепе были награждены 9 июня 1882 г. знаками на шапки с надписью: «За взятие штурмом крепости Геок-Тепе 12 января 1881 г.».
Полковой праздник — 30 августа.

## Знаки отличия
1. Полковое Георгиевское знамя с надписью: «За оборону крепости Баязет 20 и 21 июня 1829 г., за дела 4 и 9 июня и освобождение Баязета 28 июня 1877 г.»
2. Знаки на головные уборы:
  - в 1 и 2-м батальоне, в 11 и 12-й ротах, и 4-м батальоне с надписью: «За отличие при покорении Западного Кавказа в 1864 г.»;
  - в 9 и 10-й ротах с надписью: «За отличие при покорении Западного Кавказа в 1864 г. и за взятие штурмом крепости Геок-Тепе 12 января 1881 г.»
3. серебряная труба с надписью: «Нашебургскаго полка, 1814 г. августа 30 дня, в воздание отличных подвигов против французских войск»
4. Георгиевские рожки с надписью: «За геройскую защиту Баязета с 6—28 июня 1877 г.», пожалованные 7 и 8-й ротам
5. «Поход за военное отличие».

## Знаки различия
| Описание     | Знаки различия по состоянию на 1904—1907 гг. | Знаки различия по состоянию на 1904—1907 гг. | Знаки различия по состоянию на 1904—1907 гг. | Знаки различия по состоянию на 1904—1907 гг. | Знаки различия по состоянию на 1904—1907 гг. | Знаки различия по состоянию на 1904—1907 гг. | Знаки различия по состоянию на 1904—1907 гг. | Знаки различия по состоянию на 1904—1907 гг.    |
| ------------ | -------------------------------------------- | -------------------------------------------- | -------------------------------------------- | -------------------------------------------- | -------------------------------------------- | -------------------------------------------- | -------------------------------------------- | ----------------------------------------------- |
| Погоны       |                                              |                                              |                                              |                                              |                                              |                                              |                                              |                                                 |
| Классный чин | Полковник                                    | Подполко́вник                                 | Капитан                                      | Штабс-капитан                                | Пору́чик                                      | Подпору́чик                                   | Пра́порщик                                    | Зауряд-пра́порщик, произведенный из фельдфебелей |
| Группа       | Штаб-офицеры                                 | Штаб-офицеры                                 | Обер-офицеры                                 | Обер-офицеры                                 | Обер-офицеры                                 | Обер-офицеры                                 | Обер-офицеры                                 | Обер-офицеры                                    |

|                 |               |                      |                      |          |         |
| Погоны          |               |                      |                      |          |         |
|                 |               |                      |                      |          |         |
| Воинское звание | Фельдфебель   | Старший унтер-офицер | Младший унтер-офицер | Ефрейтор | Рядовой |
| Группа          | Унтер-офицеры | Унтер-офицеры        | Унтер-офицеры        | Рядовые  | Рядовые |

## Шеф полка
- 01.04.1866 — 04.03.1917 — великий князь Александр Михайлович

## Командиры полка
- 04.08.1856 — 07.06.1861 — полковник (с 06.12.1860 генерал-майор) князь Шаликов, Иван Осипович
- 07.06.1861 — 20.06.1864 — полковник барон Фитингоф, Николай Адамович
- 24.08.1864 — 14.12.1866 — полковник Антоневич, Пётр Станиславович
- 14.12.1866 — 12.12.1874 — полковник Броневский, Иван Николаевич
- 12.12.1874 — 27.11.1876 — полковник Лебединский, Василий Фёдорович
- 27.11.1876 — 09.07.1877[~ 2] — полковник Слюсаренко, Алексей Андреевич[~ 3][1]
  - 09.07.1877 — хх.хх.1877 — командующий майор Гуров, Степан Петрович[~ 4][1]
- 08.08.1877 — 18.02.1878 — полковник Юрковский, Евгений Корнильевич
- 18.02.1878 — 31.08.1881 — полковник Есипов, Василий Матвеевич
- 31.08.1881 — 20.08.1890 — полковник Немирович-Данченко, Андрей Афанасьевич
- 27.08.1890 — 23.07.1898 — полковник Чекмарев, Константин Иванович
- 23.07.1898 — 30.05.1900 — полковник Коленко, Евгений Васильевич
- 04.07.1900 — 25.09.1904 — полковник Бржозовский, Владислав Раймундович
- 08.10.1904 — 27.05.1908 — полковник Головинский, Иван-Михаил Станиславович
- 24.06.1908 — 08.05.1912 — полковник Карлстед, Фердинанд-Александр-Владимир Александрович
- 15.05.1912 — 05.06.1915 — полковник (с 16.02.1915 генерал-майор) Безкровный, Александр Алексеевич
- 01.07.1915 — 12.04.1917 — полковник Тимонов, Пётр Иванович
- 16.04.1917 — 07.09.1917 — полковник Мантуров, Евгений Фёдорович
- 07.09.1917 — хх.хх.хххх — полковник Михайловский, Сергей Николаевич

## Другие формирования этого имени
- В русской армии существовал ещё другой Крымский пехотный полк, сформированный в 1803 г. Полк этот был расформирован в 1834 г., причём 1 и 2-й батальоны поступили в Тенгинский пехотный полк, а 3-й батальон был переформирован в Грузинский линейный № 12 батальон, который в 1874 г. поступил на пополнение 155-го пехотного Кубинского полка.
- Крымский конный полк. Берёт своё начало 1 марта 1784 г., когда из крымских татар были сформированы Таврические Национальные дивизионы.
- Крымская стрелковая рота, сформированная 17 апреля 1882 г. и упразднённая 24 декабря 1893 г.

## Комментарии
1. ↑  Т. е. право на особую разновидность барабанного боя.
2. ↑  Высочайшим приказом от 08.08.1877 исключен из списков умершим от ран.
3. ↑  9 июля 1877 года в Даярском сражении (во время русско-турецкой войны 1877―1878 гг.) получил смертельное ранение.
4. ↑  После выбывания из строя полковника Слюсаренко, Гуров как единственный остававшийся в полку штаб-офицер принял командование полком (умер 24.02.1878).